# Medidor de templar de chocolate
Un medidor de templar de chocolate es utilizado para medir la presencia de varios tipos de formas cristalinas IV, V en manteca de cacao semi-fundida en la preparación de un chocolate templado. Su acción consiste en medir "la temperatura de un peso estándar del chocolate mientras se cristaliza cuando se enfría de forma controlada." Un medidor moderno y de versión digital, puede medir el grado de temperamento en cualquier tiempo necesario.